# David Gerard O'Connell
David Gerard O'Connell (Cork, 16 agosto 1953 – Hacienda Heights, 18 febbraio 2023) è stato un vescovo cattolico irlandese naturalizzato statunitense.

## Biografia
David Gerard O'Connell nacque a Cork il 16 agosto 1953 e crebbe a Glanmire.

### Formazione e ministero sacerdotale
Nel 1975 conseguì un Bachelor of Arts in filosofia e letteratura inglese presso l'University College di Dublino. Studiò teologia cattolica al St Patrick's College di Maynooth e nel 1977 ottenne un Bachelor of Divinity. Completò la formazione presso l'All Hallows College di Dublino. Nel 1987, dopo ulteriori studi presso il Mount St. Mary's College di Los Angeles, conseguì un master in teologia spirituale.
Nel 1979 fu ordinato diacono per l'arcidiocesi di Los Angeles dal cardinale Timothy Finbar Manning. Il 10 giugno dello stesso anno venne ordinato presbitero per la medesima circoscrizione nella cappella dell'All Hallows College di Dublino da monsignor John Joseph Scanlan, vescovo di Honolulu. In seguito fu vicario parrocchiale delle parrocchie di San Raimondo a Downey dal 1979 al 1983, di Santa Maria Goretti a Long Beach dal 1983 al 1984 e di Sant'Ilario a Pico Rivera dal 1984 al 1988, parroco della parrocchia di Santa Francesca Cabrini a Los Angeles dal 1988 al 2003; parroco della parrocchia dell'Ascensione a Los Angeles dal 1998 al 2003, decano del decanato n. 16; parroco della parrocchia di San Michele a Los Angeles dal 2003; amministratore parrocchiale della parrocchia di Sant'Eugenio a Los Angeles dal 2004 al 2006 e di nuovo decano del decanato n. 16 dal 2011 al 2013.
O'Connell mediò tra la popolazione locale e il Dipartimento di polizia di Los Angeles durante la rivolta del 1992 ed era quindi considerato un pacificatore.
Fu anche membro del consiglio presbiterale dal 1996 al 2002 e dal 2003 al 2006  e membro del consiglio pensionistico dei sacerdoti. Il 30 novembre 1999 papa Giovanni Paolo II gli conferì il titolo onorifico di prelato d'onore di Sua Santità.

### Ministero episcopale
Il 21 luglio 2015 papa Francesco lo nominò vescovo ausiliare di Los Angeles e titolare di Macriana di Mauritania. Ricevette l'ordinazione episcopale l'8 settembre successivo nella cattedrale di Nostra Signora degli Angeli a Los Angeles dall'arcivescovo metropolita di Los Angeles José Horacio Gómez Velasco, co-consacranti l'arcivescovo metropolita di Chicago Blase Joseph Cupich e il già vescovo ausiliare di Los Angeles Joseph Martin Sartoris. Come motto scelse l'espressione "Jesus I trust in you", tratta dalle litanie alla Divina Misericordia. Prestò servizio come vicario episcopale per la regione pastorale di San Gabriele che comprende East Los Angeles attraverso le valli di San Gabriel e di Pomona. Fece anche parte del consiglio di Together in Mission, del consiglio finanziario arcidiocesano e di nuovo del consiglio presbiterale.
Nel gennaio del 2020 compì la visita ad limina.
In seno alla Conferenza dei vescovi cattolici degli Stati Uniti fu presidente della sottocommissione per la campagna cattolica per lo sviluppo umano e membro della commissione per la giustizia e lo sviluppo umano. Era particolarmente impegnato con i migranti e le persone colpite dalla povertà. Era un pastore nel ghetto di South Los Angeles  e guidava l'Interdiocesan Southern California Immigration Task Force, che lavora per sostenere le famiglie migranti dall'America centrale. O'Connell fu coinvolto nela lotta alla violenza urbana e consigliò la task force speciale della Conferenza episcopale per promuovere la pace nelle comunità.
Nel settembre del 2022 ricevette il Premio Evangelii Gaudium dal seminario "San Giovanni" di Camarillo per il suo impegno comunitario.
Era membro dei Cavalieri di Pietro Claver.

### L'omicidio
La polizia lo trovò morto per una ferita da arma da fuoco nella sua casa di Hacienda Heights intorno alle 13 del 18 febbraio 2023. Aveva 69 anni. Gli agenti erano stati allertati dopo che il prelato non si era presentato a una riunione programmata. Gli inquirenti aprirono un'indagine per omicidio. Il 20 febbraio, la polizia arrestò Carlos Medina, 65 anni, nella sua residenza di Torrance, la cui moglie era la governante di O'Connell. Lo stesso uomo aveva frequentato l'abitazione del religioso per eseguirvi dei lavori. Il 22 febbraio George Gascón, procuratore distrettuale di Los Angeles, riferì che Medina aveva confessato di aver ucciso O'Connell. Ha riferito che il presule aveva subito più ferite da arma da fuoco.
Le esequie si tennero il 3 marzo alle ore 11 nella cattedrale di Nostra Signora degli Angeli a Los Angeles e furono presiedute da monsignor José Horacio Gómez Velasco, arcivescovo metropolita di Los Angeles. Al termine del rito la salma venne tumulata nella cripta-mausoleo dello stesso edificio.

## Genealogia episcopale
La genealogia episcopale è:
- Cardinale Scipione Rebiba
- Cardinale Giulio Antonio Santori
- Cardinale Girolamo Bernerio, O.P.
- Arcivescovo Galeazzo Sanvitale
- Cardinale Ludovico Ludovisi
- Cardinale Luigi Caetani
- Cardinale Ulderico Carpegna
- Cardinale Paluzzo Paluzzi Altieri degli Albertoni
- Papa Benedetto XIII
- Papa Benedetto XIV
- Papa Clemente XIII
- Cardinale Marcantonio Colonna
- Cardinale Giacinto Sigismondo Gerdil, B.
- Cardinale Giulio Maria della Somaglia
- Cardinale Carlo Odescalchi, S.I.
- Cardinale Costantino Patrizi Naro
- Cardinale Lucido Maria Parocchi
- Papa Pio X
- Cardinale Gaetano De Lai
- Cardinale Raffaele Carlo Rossi, O.C.D.
- Cardinale Amleto Giovanni Cicognani
- Cardinale Pio Laghi
- Arcivescovo Charles Joseph Chaput, O.F.M.Cap.
- Arcivescovo José Horacio Gómez Velasco
- Vescovo David Gerard O'Connell